# Ain Dalia
Ain Dalia (em árabe, عين الدالية; em francês, Aïn Dalia; trad. 'Fonte da Parra') é uma pequena localidade localizada na comuna de Laauama, na região de Tânger-Tetuão-Alucemas, Marrocos. A sua população foi estimada em 3.856 pessoas, de acordo com o censo oficial de população e habitação de 2004. Ain Dalia subdivide-se em Ain Dalia Lekbira ou Kebira (الكبيرة 'Ain Dalia Grande') e Ain Dalia Larbaʾāʾ (الأربعاء 'Ain Dalia das Quartas-feiras'). 
Apesar da sua escassa população, Ain Dalia conta com uma estação ferroviária na nova linha férrea de alta velocidade Casablanca-Tânger, concluída em 2018. Tal fica a dever-se aos planos para a construção de uma nova cidade «inteligente» nas imediações de Ain Dalia, a chamada Tanger Tech, que se espere esteja finalizada em 2029, quando dará trabalho a 100.000 pessoas e habitação para 300.000.